# Lučina (district de Frýdek-Místek)
Pour les articles homonymes, voir Lučina.
Lučina (en allemand : Lutschina) est une commune du district de Frýdek-Místek, dans la région de Moravie-Silésie, en République tchèque. Sa population s'élevait à 1 471 habitants en 2021.

## Géographie
Lučina se trouve à 8 km au nord-ouest de Frýdek-Místek, à 18 km au sud-est d'Ostrava et à 291 km à l'est-sud-est de Prague.
La commune est limitée par Žermanice au nord, par Soběšovice et Dolní Domaslavice à l'est, par Horní Domaslavice au sud et par Pazderna et Bruzovice à l'ouest. Le réservoir de Žermanice, une retenue d'eau sur la rivière Lučina, occupe un tiers du territoire de la commune.

## Histoire
La commune de Lučina est née en janvier 1956 à la suite de la construction d'un barrage sur la rivière Lučina, en 1951, qui entraîna la réinstallation d'une partie de la population de plusieurs villages situés dans la zone du lac artificiel.

## Galerie

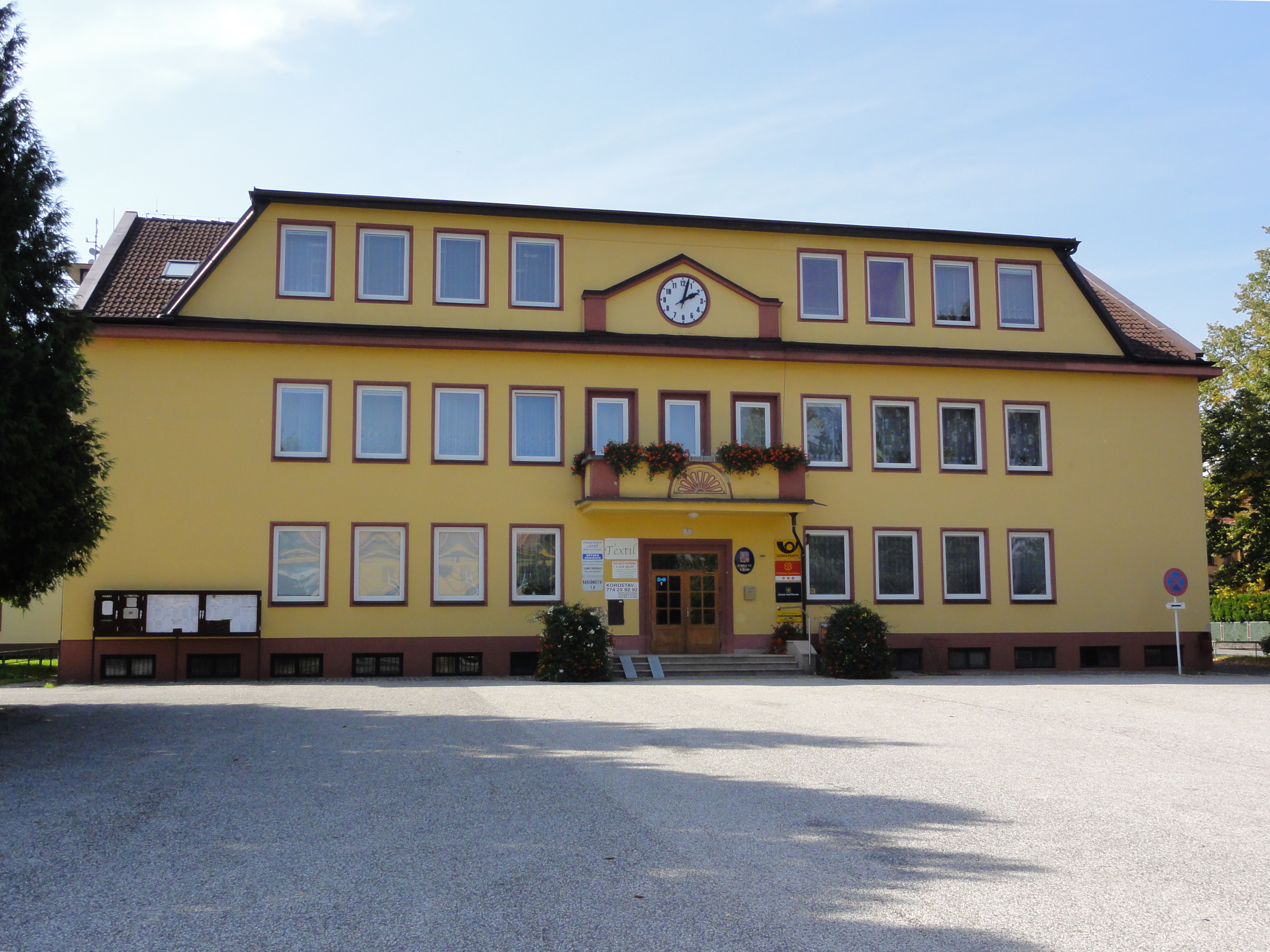
Lučina : la mairie.
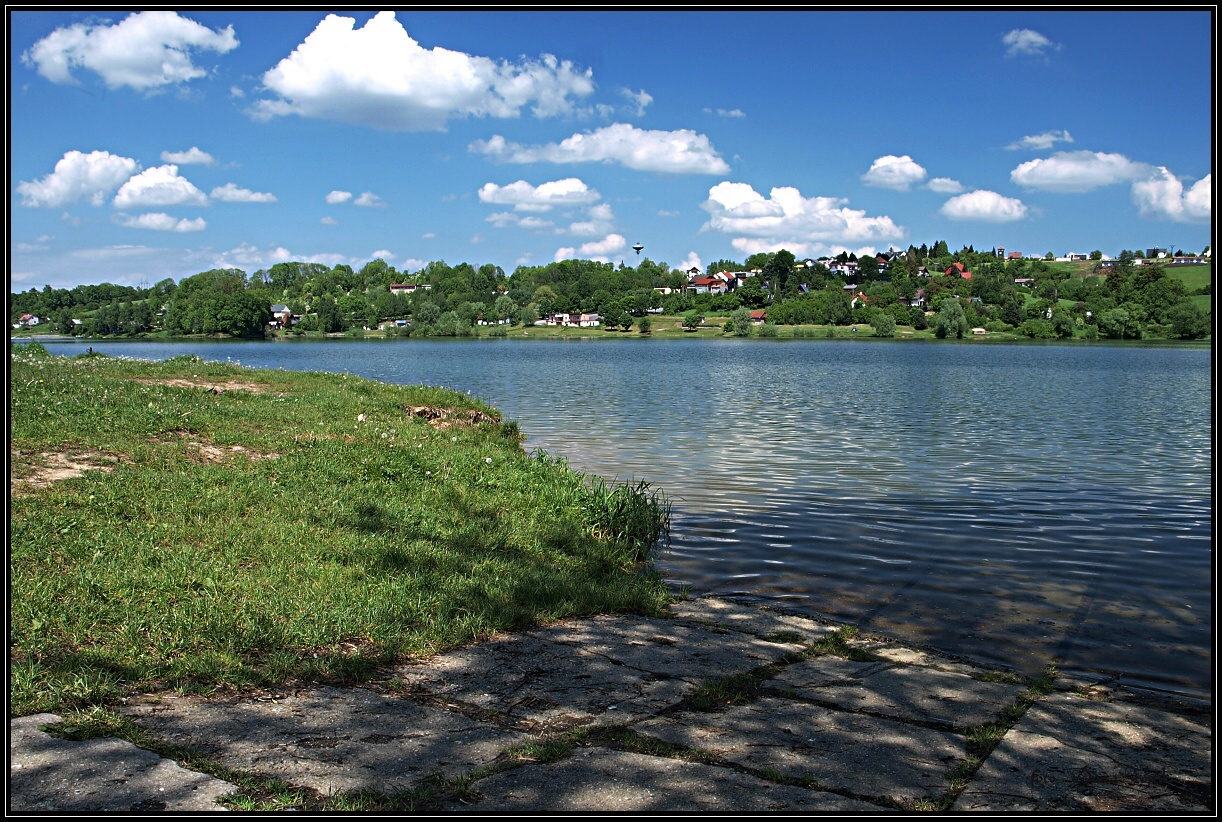
Lučina : réservoir de Žermanice.

## Administration
La commune se compose de deux quartiers :
- Kocurovice
- Lučina

## Transports
Par la route, Lučina se trouve à 11 km de Frýdek-Místek, à 24 km d'Ostrava et à 364 km de Prague.